# Instituto Nacional da Mata Atlântica
O Instituto Nacional da Mata Atlântica (INMA) é uma instituição científica, tecnológica e de inovação (ICT) ligada ao Ministério da Ciência, Tecnologia, Inovações e Comunicações (MCTIC), com sede na cidade de Santa Teresa-ES. Foi criado pela Lei n° 12.954, de 05 de fevereiro de 2014, como instituição custodiadora da coleção biológica organizada pelo agrônomo, ecologista e naturalista brasileiro Augusto Ruschi ao longo de sua vida e para gerir duas áreas de conservação: a Estação Biológica de São Lourenço e a Estação Biológica de Santa Lúcia. Esta última tem gestão compartilhada com a Universidade Federal do Rio de Janeiro e a Associação de Amigos do Museu Nacional.
Augusto Ruschi foi um viajante incansável, sempre em busca de novos conhecimentos em regiões tão distantes como a Patagônia e o Alasca; manteve contínuo e relevante intercâmbio com instituições científicas e pesquisadores de todo o mundo, deu inúmeras conferências pelo Brasil e no estrangeiro, e fundou duas instituições científicas, a Estação Biologia Marinha Augusto Ruschi e o Museu de Biologia Professor Mello Leitão (fundado em 1949), cujo acervo ornitológico é o maior do estado do Espírito Santo. Deixou enorme produção escrita, com cerca de 450 artigos e mais de vinte livros científicos publicados, que constituem uma das maiores documentações existentes sobre a Mata Atlântica e os beija-flores. Também reuniu vasta coleção de fotografias e produziu pessoalmente milhares de desenhos para ilustração de seus trabalhos.
O acervo biológico reunido por Augusto Ruschi no Museu de Biologia Professor Mello Leitão agora se encontra sob custódia do Instituto Nacional da Mata Atlântica - INMA. São 120.000 espécimes da fauna e 53.000 registros da flora brasileira, sobretudo da Mata Atlântica, bioma que cobre praticamente todo o estado do Espírito Santo.
Metadados e fotografias deste vasto acervo foram objeto do projeto "RIMA - Rede de Compatilhamento de Dados e divulgação da Mata Atlântica no Estado do Espírito Santo" e podem ser acessados em diversas bases de dados ligadas à área de Biologia:
- SPLink
- GBIF
- Jabot
- Reflora
- SibBR

Além de suas funções custodiadora do acervo biológico e gestora das estações biológicas, o INMA "tem como finalidade realizar pesquisa, promover a inovação científica, formar recursos humanos, conservar acervos e disseminar conhecimento nas suas áreas de atuação, relacionadas à Mata Atlântica, propiciando ações para a conservação da biodiversidade e a melhoria da qualidade de vida da população brasileira".